# Jeta (Gvineja Bisau)
Jeta je obalni otok u Gvineji Bisau. Nalazi se zapadno od Pecixea. Njegova površina je 109 km².